# 國際關係大學
國際關係大學（朝鲜语：／）是一座位於朝鮮民主主義人民共和國首都平壤市大同江區域衣岩洞的大學。該校於1960年9月1日成立，目的為培養出外交、外語和外貿人材。據報導，朝鮮在1960年代以前對外交專員的需求不大，故只於金日成綜合大學設國際關係一科。直至1960年，朝鮮勞動黨開始重視外交才設立國際關係大學，並於同年將金日成綜合大學的國際關係科轉移到國際關係大學。
現時，國際關係大學由朝鮮勞動黨直接管理，與人民經濟大學和金星政治大學齊名為國家核心幹部培養機構。要考進該校除了成績良好外還須通過「成份考核」和面試。該校設4個學院，分別為國際法學院、國際經濟關係學院、貿易學院和語言學院。其中，語言學院下設俄語、漢語、英語、阿拉伯語、法語和西班牙語科。該校除設4年制的正規課程外，還有供外務省人員學習的1年制短期課程、給國家安全保衛部修讀的兩年課程以及讓在職人士報讀的半年制課程。

## 資料來源
1. 1 2 3  . NK Chosun.   [2017-11-12]. （原始内容存档于2021-01-26）.
2. ↑  . Tongilnews. 2016-07-11  [2017-11-13]. （原始内容存档于2017-11-13）.
3. 1 2 3  . Encyclopedia of Korea Culture.   [2017-11-12]. （原始内容存档于2017-11-14）.